# Ali Adler
Allison Beth „Ali” Adler (ur. 30 maja 1967 w Kalifornii) − amerykańska scenarzystka oraz producentka telewizyjna. Współtwórczyni serialu komediowego NBC Rodzinka jak inne (The New Normal). Znana z pracy przy projektach takich jak Glee, Chuck i Family Guy.
W latach 2002−2011 była w związku z aktorką Sarą Gilbert. Wychowywała z nią syna Leviego Hanka (ur. 2004), którego urodziła, oraz córkę Sawyer (ur. 2007), narodzoną przez Gilbert.

## Filmografia
Scenarzystka
- 1991: Beverly Hills, 90210
- 1999−2001: Wiecie, jak jest... (It's Like, You Know)
- 2002: Family Guy
- 2007−2010: Chuck
- 2011−2012: Glee
- 2012−2013: Rodzinka jak inne (The New Normal)
- 2015–2018: Supergirl

Producentka
- 2001−2002: Family Guy
- 2001−2002: Ja się zastrzelę (Just Shoot Me!)
- 2002−2003: Byle do przodu (Still Standing)
- 2007−2010: Chuck
- 2010−2011: Zwykła/niezwykła rodzinka (No Ordinary Family)
- 2011−2012: Glee
- 2012−2013: Rodzinka jak inne (The New Normal)
- 2015–2018: Supergirl